# Larré (Morbihan)
 Larré  (en bretón Lare) es una población y comuna francesa, situada en la región de Bretaña, departamento de Morbihan, en el distrito de Vannes y cantón de Questembert.

## Demografía
| 629 | 635 | 554 | 587 | 649 | 639 |
| Para los censos de 1962 a 1999 la población legal corresponde a la población sin duplicidades (Fuente: INSEE [Consultar]) |     |     |     |     |     |